# 作田明
作田 明（さくた あきら、1950年〈昭和25年〉6月29日 - 2011年〈平成23年〉6月1日）は、日本の精神科医・精神保健指定医・臨床心理士。専門は犯罪心理学。博士（医学）。日本保健医療大学教授・聖学院大学客員教授を歴任。千葉県出身。
テレビ・新聞等で犯罪に関するコメンテイターとして活躍。上智大学文学部心理学科、筑波大学医学専門学群などの非常勤講師も務めた。2010年には、犯罪非行の防止と犯罪者・非行少年の矯正・更生に尽力している個人・団体について、その活動を称え表彰するために私財を投じて作田明記念財団を設立、「作田明賞」を創設した。

## 経歴
作田家は江戸時代には名字帯刀を許され、九十九里の作田村（今の九十九里町作田）で代々庄屋・網元を営んでいた。
両親が共に医師の家庭に、3兄弟の末弟として生まれる（長兄は作田勉、次兄は作田学）。幼稚園と小学校は兄二人と同様に千葉県市川市の日出学園で学んだ。小さい頃から本が好きで、小学校の図書室にあった本はほとんど読んでしまったというエピソードが残っている。中学・高校と慶應義塾へ進学する。中等部では柔道部のキャプテンとして活躍し、塾高では生徒会長を務めた。両親や兄から医学部受験に専念するよう再三説得されたが、高校3年まで生徒会の役員を辞めることはなかった。その結果、医学部受験に失敗し、3浪の末、聖マリアンナ医科大学医学部に2回生として入学。卒業後は東京大学精神医学教室で研修を受けた後、イギリスキングス・カレッジ・ロンドン精神医学研究所 (IoP) とモーズレイ病院で2年間の卒後精神医学研修を受けた。帰国後、東京医科歯科大学難治疾患研究所犯罪精神医学部門に専攻生（大学院生）として在籍し、のち医師として八王子医療刑務所に1985年まで法務技官として勤務、同時にここを研究のフィールド（場）とする。刑務官と柔道をやったり、酒を飲み、カラオケを一緒にやったりするなど、気さくな一面も持ち合わせていた。その後、勤務先は市原学園（市原少年院）に異動したが、引き続き犯罪精神医学の研究を進めていった。退官後、クリニックを西荻窪駅前に開業ののち、埼玉県所沢市に北所沢病院を開設した。
「週刊マーダー・ケースブック」日本語版の監修を契機として、奈良県で発生した殺人事件についてテレビ朝日のインタビューを受けることになった。その後、1997年に神戸で発生した、いわゆる「酒鬼薔薇事件」という連続児童殺傷事件の猟奇的事件の取材により一気に犯罪心理学者として作田の名が知られることとなった。

### 活動の記録
- 地方検察庁から委嘱され、刑事事件被告人の精神状態鑑定を多数行う
- 地方裁判所、高等裁判所から命ぜられ、刑事事件被告人の精神状態鑑定を多数行う
- 裁判所から命ぜられ、民事事件の精神鑑定を多数行う
- 日本病跡学会2000年総会の会長をつとめる
- 衆議院調査局、埼玉県看護連盟、日蓮宗、熊本公徳会（熊本日々新聞）、目白大学、青山心理学会（青山学院大学）などの依頼で多数の講演を行う

## 研究の概要
これまでの研究業績は、主に3つの分野に及んでいる。

### 精神医学
- 英国への留学・研究に基づき、英国の精神療法・社会精神医学・卒業精神医学研修などについて紹介・報告した。
- 臨床精神医学の分野では、東京大学医学部土居健郎教授、上智大学文学部心理学科福島章教授（現名誉教授）の指導を受け、精神療法の実践的研究を行い、いくつかの症例については学会における発表を行い、また論文としている。
- 精神科診断学の領域では、特に人格障害（異常性格）の分野で研究を深め、総説・症例報告・臨床評価などについての論文を発表している。

### 犯罪精神医学ならびに犯罪心理学
- 東京医科歯科大学中田教授（現名誉教授）・上智大学福島章教授の指導を受け、医療刑務所と少年院に勤務しながら実践的な調査研究を行い、症例ならびに統計的研究を行い、学会で発表し、また論文・著書としても発表している。
- 裁判所と検察庁の命令により、多くの精神鑑定を行い、同時に犯罪と精神障害の関連性について研究を行った。犯罪と非行の心理学的臨床評価について調査するために、精神鑑定においてはほぼ全例で臨床心理士を指導して心理検査を行い、検討している。
  - 沼津ストーカー殺人事件（2000年4月19日発生）の刑事裁判で精神鑑定を担当し、犯行当時の被告人に責任能力があったことを認めた一方、解離性健忘（英語版）と境界性人格障害があることを認定した[3][4]。検察側の求刑は死刑だったが、静岡地方裁判所沼津支部の判決（2004年1月29日）では、境界性人格障害の影響が認められたことなどから、死刑を回避して無期懲役が言い渡された[5]。
- 精神鑑定の中でいくつかの症例については論文として発表している。外国の研究成果について翻訳し、あるいはそれらの概要を紹介している。

### 病跡学
- 精神的に傑出した人物や天才の創造過程を精神医学・心理学的に研究し、数人のケースについてはそれぞれ学会で発表し、更に論文としている。臨床精神医学的観点から、境界性人格障害などについて病跡学の分野における総説をまとめ、発表した。

## 作田明賞
作田は、約30年間にわたり精神科医・犯罪学者として活動し、多くの犯罪者や非行少年の臨床的研究に携わる中、世論の流れや法整備・裁判の動きにおいて、厳罰化の傾向が強まってきたことに危惧の念を抱くに至るようになった。そして、犯罪や非行を減少させるためには、犯罪や非行の予防・防止に努めることと共に、犯罪者や非行少年の矯正に取り組むことが決定的に重要であり、そのために暖かく愛に満ちた家庭教育や、生徒をよく理解し受容する学校教育に加え、より良い雰囲気の中でやり直しのきく地域社会の存在が必要であると考えるようになった。また、何よりも人権を重視した明るく民主的な社会の形成が極めて重要である、と考えた。
こうした考えに基づき、犯罪・非行の防止と犯罪者・非行少年の矯正・更生に尽力している個人、もしくは団体の中から、著しい貢献が認められた者に対して表彰し、その活動を称え、今後の活動の励みとするために私財を投じて｢作田明賞｣を創設した。

### 受賞者
「作田明賞」第1回受賞者

最優秀賞：山本譲司

優秀賞：社会福祉法人 カリヨン子どもセンター
「作田明賞」第2回受賞者

最優秀賞：NPO法人 セカンドチャンス

優秀賞：特定非営利法人 ほっとポット

優秀賞：北陸学院学院長 楠本史郎
「作田明賞」第3回受賞者

最優秀賞：龍谷大学法科大学院教授 浜井浩一

優秀賞：千房株式会社代表取締役 中井政嗣

優秀賞：女性歌手デュオ Paix2
「作田明賞」第4回受賞者

最優秀賞：東京ダルク代表 近藤恒夫

優秀賞：更生保護法人両全会理事長 小畑輝海

優秀賞：小森法律事務所代表 小森榮
「作田明賞」第5回受賞者

最優秀賞：一般社団法人「全国地域生活定着支援センター」代表理事 田島良昭

優秀賞：NPO法人五仁會代表 竹垣悟

優秀賞：NPO法人性障害専門医療センター (SOMEC) 代表理事　福井裕輝
「作田明賞」第6回受賞者

最優秀賞：大阪大学大学院教授 藤岡淳子

優秀賞：NPO法人ロージーベル代表 大沼えり子

優秀賞：曹洞宗清源寺 住職 川越恒豊
「作田明賞」第7回受賞者

最優秀賞：NPO法人静岡司法福祉ネット明日の空　代表　飯田智子

優秀賞：岡田クリニック　院長　岡田尊司

優秀賞：一般社団法人東京TSネット
「作田明賞」第8回受賞者

最優秀賞：堂本暁子

優秀賞：NPO法人マザーハウス理事長 五十嵐弘志

優秀賞：福島大学大学院教授 生島浩
「作田明賞」第9回受賞者

最優秀賞：NPO法人食べて語ろう会理事長　中本忠子

優秀賞：立正大学文学部教授 小宮信夫

優秀賞：ヤエス第一法律事務所主宰 古畑恒雄

優秀賞：タレント 八幡愛
「作田明賞」第10回受賞者

最優秀賞：北洋建設株式会社代表取締役　小澤輝真

優秀賞：株式会社ヒューマンハーバー代表取締役　副島勲

優秀賞：NPO法人奄美青少年支援センターゆずり葉の郷所長　三浦一広
「作田明賞」第11回受賞者
最優秀賞：立命館大学教授　宮口幸治

優秀賞：自立準備ホーム「日常塾」代表　岩崎欣一

優秀賞：カンサイ建装工業株式会社代表取締役　草刈健太郎

優秀賞：NPO法人「心に響く文集・編集局」代表　茂幸雄
「作田明賞」第12回受賞者
最優秀賞：あひる一会代表　片山徒有

優秀賞：奈良県知事　荒井正吾

優秀賞：Oishiサポートセンター代表　大石由紀子

優秀賞：NPO法人 再非行防止サポートセンター愛知理事長　髙坂朝人
「作田明賞」第13回受賞者
最優秀賞：NPO法人World Open Heart代表　阿部恭子

優秀賞：龍谷大学教授　石塚伸一

優秀賞：NPO法人Good Family代表　井上ケイ

優秀賞：明石市長　泉房穂
「作田明賞」第14回受賞者
最優秀賞：犯罪学者　宮澤節生

優秀賞 ：NPO法人TFG理事長　工藤良

優秀賞 ：NPO法人ヒューマニティ理事長　小早川明子
「作田明賞」第15回受賞者
最優秀賞：一般財団法人ワンネス財団

優秀賞 ：一般財団法人かがやきホーム

優秀賞 ：一般社団法人基礎教育保障研究所理事長　城之内庸仁

## 著書
- 『天才たちのパトグラフィ』（新樹社 1990.10）
- 『精神医学と犯罪学』（世論時報社 2000.5）
- 『なぜふつうの子供達が犯罪少年になっていくのか』（ポプラ社 2002.3）
- 『複合犯罪』（勉誠出版 2005.4）
- 『新しい犯罪心理学』（世論時報社 2005.9）
- 『現代殺人論』（PHP新書 2005.11）
- 『性犯罪の心理』（河出書房新社 2006.9）
- 『犯罪と非行をめぐって』（世論時報社 2008.12）
- 『面白くてよくわかる！犯罪心理学』（アスペクト 2009.7）
- 『犯罪心理研究の独自の視点』（世論時報社 2010.4）

- 『週刊マーダーケースブック』（省心書房、デアゴスティーニ 1995.10～1997.8）：監修

共著
- 『精神科MOOK　NO.17　法と精神科医療』（金原出版 1987.6）
- 『犯罪ハンドブック』（新書館 1995.5）
- 『臨床精神医学講座19巻　司法精神医学・精神鑑定』（中山書店 1998.8）
- 『臨床精神医学講座Ｓ8巻　病跡学』（中山書店 2000.10）
- 『現代の精神鑑定』（金子書房 1999.3）
- 『世界大百科事典アルマナック』（平凡社 2003.3）
- 『わが息子の心の闇』（小学館文庫 2000.7）
- 『精神鑑定事例集』（日本評論社 2000.11）
- 『精神医学の名著50』（平凡社 2003.3）
- 『現代の犯罪』（新書館 2005.2）
- 『心の病の現在1，2』（新書館 2005.10）
- 『心の病の現在3，4』（新書館 2006.1）
- 『日本の論点』シリーズ（文藝春秋 2005～2008）
- 『司法精神医学3』（中山書店 2006.1）
- 『司法精神医学6』（中山書店 2006.2）

翻訳
- 『サリヴァン治療技法入門』（星和書店 1979.9．14）
- 『性的攻撃』（金剛出版 1985.6）
- 『児童性的虐待』（世論時報社 2001.9）
- 『司法心理療法』（星和書店 2004.12）